# The Haunted Mask
The Haunted Mask (No Brasil: A Máscara Monstruosa e em Portugal: A Máscara Maldita) é um dos livros da série Goosebumps, escrita por R.L. Stine.

## Resumo
O Halloween está a chegar e Carly Beth quer vingar-se de Chuck e Steven, rapazes que estão sempre a assustá-la. Algumas horas antes de se encontrar com eles e com sua melhor amiga Sabrina, ela procura algo bem assustador numa loja de máscaras de Halloween e entra em uma sala "proibida" que guardava máscaras reais, mas o dono da loja não queria vender a máscara escolhida por Carly Beth dizendo que era perigoso, mas ela não ligou e acabou sofrendo as consequências.

## Personagens
- Carly Beth Caldwell: É a protagonista da história.
- Sabrina Mason: Melhor amiga de Carly Beth.
- Chuck Greene: Amigo de Steve. Ele está sempre assustando a Carly Beth.
- Steve Boswell: Amigo de Chuck. Juntos, estão sempre assustando a Carly Beth.
- Dono da Loja: É o homem que vende a máscara para Carly Beth, mesmo alertando-a do perigo.
- Noah Caldwell: Irmão de Carly Beth. Sempre quer assustá-la.
- Dona Caldwell: Mãe de Carly Beth e de Noah.